# Operador de Hecke
En matemàtiques, en particular en la teoria de les formes modulars, un operador de Hecke, estudiada per Hecke (1937), és un cert tipus d'operador de «mitjana» que té un paper significatiu en l'estructura d'espais vectorials de formes modulars i més en general en representacions automòrfiques.

## Història
Mordell (1917) va utilitzar els operadors de Hecke en formes modulars en un document sobre la forma parabòlica especial de Ramanujan, abans de la teoria general donada per Heke (1937). Mordell va demostrar que la funció tau de Ramanujan, expressant els coeficients de la forma Ramanujan,
{\displaystyle \Delta (z)=q\left(\prod _{n=1}^{\infty }(1-q^{n})\right)^{24}=\sum _{n=1}^{\infty }\tau (n)q^{n},\quad q=e^{2\pi iz},}
és una funció multiplicativa:
{\displaystyle \tau (mn)=\tau (m)\tau (n)\quad {\text{ per a }}(m,n)=1.}
La idea es remunta al treball anterior d'Adolf Hurwitz, que va tractar correspondències algebraiques entre corbes modulars que realitzen alguns operadors de Hecke.

## Descripció matemàtica
Els operadors de Hecke poden aparèixer en diversos contextos. El càlcul més senzill és combinatori, és a dir, que pren un nombre enter determinat n d'alguna funció f(Λ) definida en les xarxes de rang fix a
{\displaystyle \sum f(\Lambda ')}
amb la suma assumida per tots els Λ ′ que són subgrups de Λ de l'índex n.
Per exemple, amb n=2 i dues dimensions, hi ha tres tals Λ ′. Les formes modulars són tipus particulars de funcions de xarxa, sotmeses a condicions que les converteixen en funcions analítiques i homogènies respecte a les homotècies, així com un creixement moderat a l'infinit; aquestes condicions es conserven en resum i, per tant, els operadors de Hecke preserven l'espai de formes modulars d'un pes determinat.
Una altra manera d'expressar els operadors de Hecke és mitjançant classes laterals dobles al grup modular. En el plantejament adèlic contemporani, això es tradueix en classes laterals dobles respecte d'alguns subgrups compactes.

### Fórmula explícita
Sigui Mm el conjunt de matrius integrals de 2 × 2 amb determinant m i Γ = M1 sigui el grup modular complet SL(2, Z). Tenint en compte una forma modular f(z) de pes k, l'operador m-èssim de Hecke actua per la fórmula
{\displaystyle T_{m}f(z)=m^{k-1}\sum _{\left({\begin{smallmatrix}a&b\\c&d\end{smallmatrix}}\right)\in \Gamma \backslash M_{m}}(cz+d)^{-k}f\left({\frac {az+b}{cz+d}}\right),}
on z es troba al semiplà superior i la constant de normalització mk−1 assegura que la imatge d'una forma amb coeficients integrals de Fourier té coeficients integrals de Fourier. Es pot reescriure en la fórmula
{\displaystyle T_{m}f(z)=m^{k-1}\sum _{a,d>0,ad=m}{\frac {1}{d^{k}}}\sum _{b{\pmod {d}}}f\left({\frac {az+b}{d}}\right),}
el que condueix a la fórmula dels coeficients de Fourier de Tm(f(z)) = ∑ bnqn en termes dels coeficients de Fourier de f(z) = ∑ anqn:
{\displaystyle b_{n}=\sum _{r>0,r|(m,n)}r^{k-1}a_{mn/r^{2}}.}
Es pot veure amb aquesta fórmula explícita que els operadors de Hecke amb diferents índexs es desplacen i que si a0 = 0 llavors b0 = 0, així al subespai Sk els operadors de Hecke conserven formes parabòliques de pes k. Si una forma parabòlica f (no nul·la) és una forma pròpia simultània de tots els operadors Hecke Tm amb valors propis λm, aleshores am = λma1 i a1 ≠ 0. Les autoformes de Hecke es normalitzen de manera que a1 = 1, llavors
{\displaystyle T_{m}f=a_{m}f,\quad a_{m}a_{n}=\sum _{r>0,r|(m,n)}r^{k-1}a_{mn/r^{2}},\ m,n\geq 1.}
Així, per a les formes pròpies parabòliques de Hecke normalitzades de pes enter, els seus coeficients de Fourier coincideixen amb els seus valors propis de Hecke.

## Àlgebres de Hecke
Els operadors de les àlgebres de Hecke s'anomenen àlgebres de Hecke i són anells commutatius. Altres anells matemàtics relacionats també s'anomenen àlgebres de Hecke, encara que el vincle amb els operadors de Hecke no és del tot evident. Aquestes àlgebres inclouen certs quocients de l'àlgebres de grups de grups de trenes. La presència d'aquesta àlgebra operadora commutativa té un paper significatiu en l'anàlisi harmònica de formes i generalitzacions modulars. En la teoria clàssica de formes modulars el·líptiques, els operadors de Hecke Tn amb n coprimers al nivell que actuen sobre l'espai de formes parabòliques d'un pes determinat s'autoadjunten respecte al producte intern de Petersson. Per tant, el teorema espectral implica que hi ha una base de formes modulars que són funcions pròpies d'aquests operadors de Hecke. Cadascuna d'aquestes formes bàsiques té un producte d'Euler. Més concretament, la seva transformada de Mellin és la sèrie de Dirichlet que té productes Euler amb el factor local per a cada p primer és la inversa del polinomi de Hecke, un polinomi quadràtic en p−s. En el cas tractat per Mordell, l'espai de formes parabòl·liques de pes 12 respecte al grup modular complet és unidimensional. Es dedueix que la forma de Ramanujan té un producte d'Euler i estableix la multiplicativitat de τ(n).

## Refèrències
1. 1 2  Hecke, 1937.
2. ↑  Mordell, 1917.